# Moncy
Moncy település Franciaországban, Orne megyében. Lakosainak száma 265 fő (2022. január 1.). Moncy Valdallière, Saint-Pierre-d’Entremont és Condé-en-Normandie községekkel határos.

## Népesség
A település népességének változása:
| Lakosok száma | 248  | 249  | 257  | 251  | 253  | 255  | 259  | 261  | 265  |
|               | 2013 | 2015 | 2016 | 2017 | 2018 | 2019 | 2020 | 2021 | 2022 |